# Торей Эдда Элисдоуттир
Торей Эдда Элисдоттир (исл. Þórey Edda Elísdóttir, родилась 30 июня 1977 в Рейкьявике) — исландская легкоатлетка, прыгунья с шестом.

## Карьера

### Спортивная
За свою карьеру участвовала в трёх Олимпийских играх, лучшим достижением считается 5-е место в 2004 году. Личный рекорд был установлен в том же 2004 году (4,60 м), который стал и новым национальным рекордом. Чемпионка Игр малых государств 2005 года, серебряный призёр Игр малых государств 2007 года. На чемпионате мира высшим достижением является 6-е место в 2001 году.

### Вне спорта
Окончила Университет Исландии, дипломированный инженер. Деятельница Лево-зелёного движения, участвовала в парламентских выборах 2003 года, но потерпела неудачу.